# 영월군의 농어촌버스
영월군의 농어촌버스는 강원특별자치도 영월군의 대중교통 수단 중심으로 운행하는 버스를 이용한 대중교통 수단으로 영월교통이 유일하다.

## 운임
2012년 7월 기준 요금이다.
| 종류 | 나이                    | 현금 (원) | 카드 (원) |
| ---- | ----------------------- | --------- | --------- |
| 일반 | 어른 (만 19세 이상)     | 1100      | 1000      |
| 일반 | 청소년 (만 13세 ~ 18세) | 880       | 800       |
| 일반 | 어린이 (만 7세 ~ 12세)  | 550       | 500       |

- 8km까지 기본요금이며 이후 km당 107.84원이 추가된다.
- 2012년 7월 1일부터 교통카드를 이용해 버스를 승차할 수 있다.[1] 캐시비 계열 교통카드만 사용 가능하며, 그 밖에 KB국민카드, BC카드, 신한카드 등의 후불 교통카드도 사용할 수 있다. 티머니는 2016년 1월 30일부터 사용 가능하다.[2]

## 운행 노선

### 농어촌버스
2013년 6월 1일 기준이다.
| 노선          | 운행구간                | 운행구간 | 운행구간                           | 경유지 | 운행횟수   | 비고                                                        |
| ------------- | ----------------------- | -------- | ---------------------------------- | --- | ---------- | ----------------------------------------------------------- |
| 영월 ~ 공기   | 영월차고지 (세경대학교) | ↔        | 공기리                             | 주공2차, 영월시외버스터미널, 동우프라자, 관풍헌, 서부시장, 시내버스터미널, 영월읍사무소, 삼호아파트, 장릉, 선돌, 두목, 곤충박물관, 문곡삼거리, 양지마을, 농공단지, 가느골, 문곡삼거리, 사만동, 연덕1리, 연덕2리, 원동재, 덕상리, 덕상리마을회관, 덕상리, 원동재, 연덕2리, 연덕보건소, 가람마을, 무등산, 공기1리, 공기2리, 가마실 | 왕복 4회   | 덕상리 경유 노선                                            |
| 영월 ~ 공기   | 영월차고지 (세경대학교) | ↔        | 공기리                             | 주공2차, 덕포사거리, 동우프라자, 관풍헌, 서부시장, 영월읍사무소, 삼호아파트, 장릉, 두목, 영월삼거리, 농공단지, 가느골, 문곡삼거리, 마차중.고, 마차삼거리, 마차, 마차삼거리, 마차중.고, 문곡삼거리, 사만동, 월전, 연덕보건소, 가람마을, 무등실, 공기1리, 공기2리, 가마실                                                          | 왕복 4회   | 문차 경유 노선                                              |
| 영월 ~ 구인사 | 영월차고지 (세경대학교) | ↔        | 구인사 (단양군 영춘면)             | 주공2차, 영월시외버스터미널, 서부시장, 관풍헌, 동우프라자, 덕포시장입구, 덕포사거리, 봉래초교, 한국전력, 발전소, 정양리, 황새여울, 원골, 진별리, 고씨동굴, 각동다리, 각동리, 오사리, 상리, 영춘중학교, 영춘병원, 영춘터미널, 온달산성, 최가동, 백자리                                                                            | 왕복 5회   |                                                             |
| 영월 ~ 김삿갓 | 영월차고지 (세경대학교) | ↔        | 김삿갓묘                           | 주공2차, 영월시외버스터미널, 서부시장, 관풍헌, 동우프라자, 덕포사거리, 봉래초교, 한국전력, 발전소, 황새여울, 진별리, 고씨동굴, 대야리입구, 대야리, 옥동리, 옥동2리, 옥동중학교, 예밀1리, 와석, 주문교앞, 김삿갓입구, 든돌, 민화박물관                                                                                            | 왕복 5회   |                                                             |
| 영월 ~ 내리   | 영월차고지 (세경대학교) | ↔        | 내리종점                           | 주공2차, 영월시외버스터미널, 서부시장, 관풍헌, 동우프라자, 덕포사거리, 봉래초교, 한국전력, 발전소, 정양리, 황새여울, 원골, 진별리, 고씨동굴, 각동다리, 도선장, 대야학교, 덥내, 옥동입구, 옥동면사무소, 옥동초.중교, 예밀1리, 예밀2리, 와석, 주문교앞, 김삿갓입구, 미사리, 와룡분교, 용담마을                                     | 왕복 4~5회 | 발전소 경유 노선 내리 방면 4회 영월 방면 5회 연하 경유 노선 |
| 영월 ~ 내리   | 영월차고지 (세경대학교) | ↔        | 내리종점                           | 주공2차, 영월시외버스터미널, 서부시장, 동우프라자, 덕포사거리, 영월역, 봉래중학교, 두평, 연하초교, 연하역, 연하폭포, 석항, 수라리, 화원리, 이목리, 녹전초교, 녹전종점, 와룡2리, 제비바위 | 왕복 4~5회 | 발전소 경유 노선 내리 방면 4회 영월 방면 5회 연하 경유 노선 |
| 영월 ~ 녹전   | 영월차고지 (세경대학교) | ↔        | 녹전(하동슈퍼)                     | 주공2차, 영월시외버스터미널, 서부시장, 관풍헌, 동우프라자, 덕포사거리, 봉래초교, 한국전력, 발전소, 정양리, 황새여울, 원골, 진별리, 고씨동굴, 각동다리, 도선장, 대야학교, 덥내, 옥동입구, 옥동면사무소, 옥동초.중교, 예밀1리, 예밀2리, 와석, 주문교앞, 김삿갓입구, 미사리, 와룡분교, 용담마을, 제비바위, 와룡2리                  | 왕복 10회  |                                                             |
| 영월 ~ 녹전   | 영월차고지 (세경대학교) | ↔        | 녹전(하동슈퍼)                     | 주공2차, 영월시외버스터미널, 서부시장, 동우프라자, 덕포시장입구, 영월역, 덕포리, 영월장례식장, 법화사입구, 두들마을, 연하리, 반송마을, 연하역, 연하폭포, 삼척산, 연산리, 미구골, 선도우골, 구미소, 북실, 석항, 수라리입구, 화원리, 수라리, 수라리재, 마내골, 사절골, 이목리, 녹전초등학교                                        | 왕복 3~4회 | 석항 경유 노선 녹전 방면 3회 영월 방면 4회                  |
| 영월 ~ 녹전   | 영월차고지 (세경대학교) | ↔        | 녹전(하동슈퍼)                     | 주공2차, 영월시외버스터미널, 서부시장, 관풍헌, 동우프라자, 덕포사거리, 봉래초교, 한국전력, 발전소, 황새여울, 원골, 진별리, 고씨동굴, 가재골입구, 대야리, 봉림마을, 덥내, 옥동리, 김삿갓면사무소, 옥동초.중교, 와석1리, 주문교, 김삿갓입구, 김삿갓휴게소, 청량사, 음지마을, 화원2리, 용담마을, 내리입구, 제비마을, 와룡2리        | 왕복 7회   | 옥동 경유 노선                                              |
| 영월 ~ 덕상   | 영월차고지 (세경대학교) | ↔        | 덕상리                             | 주공2차, 영월시외버스터미널, 덕포사거리, 동우프라자, 관풍헌, 시내버스터미널, 삼호아파트, 장릉, 두목, 곤충박물관, 영월삼거리, 문곡리, 농공단지, 가느골, 문곡삼거리, 골마차, 마차중.고, 마차삼거리, 마차, 마차삼거리, 마차중.고, 골마차, 문곡삼거리, 사만동, 연덕리, 월전, 덕상1리                                                 | 왕복 3회   |                                                             |
| 영월 ~ 마차   | 영월차고지 (세경대학교) | ↔        | 마차                               | 주공2차, 영월시외버스터미널, 덕포사거리, 동우프라자, 관풍헌, 시내버스터미널, 삼호아파트, 장릉, 두목, 곤충박물관, 영월삼거리, 문곡리, 농공단지, 가느골, 문곡삼거리, 골마차, 마차중.고, 마차삼거리 | 왕복 12회  |                                                             |
| 영월 ~ 마하   | 영월차고지 (세경대학교) | ↔        | 마하종점 (평창군 미탄면)           | 주공2차, 덕포시장입구, 동우프라자, 관풍헌, 영월시외버스터미널, 삼호아파트, 장릉, 선돌, 두목, 영월삼거리, 문곡리, 농공단지, 가느골, 문곡삼거리, 골마차, 마차중.고, 마차, 요봉, 학전, 밤치, 율치, 미탄합동정류소, 창2리, 한탄, 기화리                                                                                              | 왕복 3회   |                                                             |
| 영월 ~ 문산리 | 영월차고지 (세경대학교) | ↔        | 문산리                             | 주공2차, 영월시외버스터미널, 서부시장, 관풍헌, 동우프라자, 덕포시장입구, 덕포사거리, 영월역, 봉래중학교, 둥글바위, 삼옥입구, 삼옥1리, 작골, 목골, 섭세, 어라연입구, 거운리마을회관, 거운, 장화동, 문산2리 | 왕복 5회   |                                                             |
| 영월 ~ 미탄   | 영월차고지 (세경대학교) | ↔        | 미탄합동정류소 (평창군 미탄면)     | 주공2차, 영월시외버스터미널, 덕포사거리, 동우프라자, 관풍헌, 서부시장, 시내버스터미널, 영월읍사무소, 삼호아파트, 장릉, 두목, 곤충박물관, 영월삼거리, 양지마을, 농공단지, 가느골, 문곡삼거리, 골마차, 마차중.고, 마차, 요봉, 학전, 밤치, 뒤실                                                                                     | 왕복 5회   |                                                             |
| 영월 ~ 법흥   | 영월차고지 (세경대학교) | ↔        | 법흥사                             | 주공2차, 덕포사거리, 동우프라자, 관풍헌, 영월시외버스터미널, 삼호아파트, 장릉, 두목, 곤충박물관, 문개실, 돈디삼거리, 북쌍2리, 배일치재, 넘배일치, 덕전, 광전리, 댓말, 신천리, 역골, 거안리, 임하동, 주천버스터미널, 주천보건소, 수주우체국, 무릉삼거리, 적실, 반야사입구, 조목원, 새터교앞, 웅어터회관                           | 왕복 3~4회 | 법흥사 방면 3회 영월 방면 4회                               |
| 영월 ~ 상동   | 영월차고지 (세경대학교) | ↔        | 상동종점                           | 주공2차, 영월시외버스터미널, 서부시장, 동우프라자, 덕포시장입구, 영월역, 두들마을, 연하역, 연하, 미구골, 선도우골, 구미소, 석항, 수라리, 화원리, 이목리, 녹전초교, 녹전종점, 녹전, 웅고개입구, 시루리, 솔고개, 송현동, 구름재, 가삼, 원천, 내덕, 아시내, 봉우재, 상동중,고, 아우라지                                             | 왕복 2회   |                                                             |
| 영월 ~ 선돌   | 영월차고지 (세경대학교) | ↔        | 선돌                               | 주공2차, 덕포사거리, 동우프라자, 관풍헌, 서부시장, 영월시외버스터미널, 신아아파트, 청령포, 방절삼거리, 광천종점, 방절삼거리, 청령포, 말골입구 | 왕복 5회   |                                                             |
| 영월 ~ 세골   | 영월차고지 (세경대학교) | ↔        | 세골아파트                         | 영월시외버스터미널, 서부시장, 덕포사거리, 영월역, 봉래중학교, 법화사입구, 두들마을, 영화리, 반송마을, 연하2리, 연하분교, 연하역, 연하폭포, 삼척산, 미구골, 선도우골, 구미소, 북실, 석항, 석항역, 천포리, 신동읍사무소, 예미역, 함백중.고, 길운삼거리, 개미촌, 조동시장                                                           | 편도 2회   |                                                             |
| 영월 ~ 속골   | 영월차고지 (세경대학교) | ↔        | 속골                               | 주공2차, 영월시외버스터미널, 동우프라자, 관풍헌, 영월중.고 | 왕복 2회   |                                                             |
| 영월 ~ 신동   | 영월차고지 (세경대학교) | ↔        | 신동종점                           | 주공2차, 영월시외버스터미널, 서부시장, 관풍헌, 동우프라자, 덕포시장입구, 영월역, 덕포2리, 법화사입구, 두들마을, 연하리, 반송마을, 연하분교, 연하역, 연하계곡, 미구골, 선도우골, 구미소, 북실, 석항, 석항역, 천포리입구, 신동우체국, 예미3리, 신동119안전센터                                                                     | 왕복 5~6회 | 신동 방면 6회 영월 방면 5회                                 |
| 영월 ~ 쌍룡   | 영월차고지 (세경대학교) | ↔        | 쌍룡중학교                         | 주공2차, 덕포시장입구, 동우프라자, 관풍헌, 시내버스터미널, 영월읍사무소, 삼호아파트, 장릉, 두목, 곤충박물관, 영월삼거리, 문개실, 북쌍3리, 돈디삼거리, 조양마을입구, 연당중학교, 연당, 연당역, 원골, 고진하가옥, 원골, 창원2리, 구인사입구, 창원3리, 새솔막, 토교삼거리, 옹정리, 쌍룡역, 쌍룡출장소, 쌍룡고촌입구, 쌍용양회       | 왕복 5회   |                                                             |
| 영월 ~ 옹정리 | 영월차고지 (세경대학교) | ↔        | 옹정리                             | 주공2차, 덕포시장입구, 동우프라자, 관풍헌, 시내버스터미널, 영월읍사무소, 삼호아파트, 장릉, 두목, 곤충박물관, 영월삼거리, 문개실, 북쌍3리, 돈디삼거리, 조양마을입구, 연당중학교, 연당, 연당역, 들골회관, 화병 | 왕복 3회   |                                                             |
| 영월 ~ 조전리 | 영월차고지 (세경대학교) | ↔        | 조전리                             | 덕포사거리, 동우프라자, 서부시장, 시내버스터미널, 영월읍사무소, 삼호아파트, 장릉, 두목, 영월삼거리, 문개실, 뒷개, 조양마을입구, 연당, 샛터입구, 연당4리, 도담골, 광천입구, 연당5리, 조전재, 조전1리, 조전2리, 심상골, 어은골 | 왕복 4회   |                                                             |
| 영월 ~ 주문리 | 영월차고지 (세경대학교) | ↔        | 주문리                             | 주공2차, 영월시외버스터미널, 서부시장, 관풍헌, 동우프라자, 덕포사거리, 봉래초교, 한국전력, 발전소, 정양리, 황새여울, 원골, 진별리, 고씨동굴, 배기골, 각동다리, 대야리, 대야학교, 덥내, 옥동면사무소, 옥동초.중교, 예밀1리, 예밀2리, 삭도, 달금, 싸리재                                                                           | 왕복 4회   |                                                             |
| 영월 ~ 주천   | 영월차고지 (세경대학교) | ↔        | 주천버스터미널                     | 주공2차, 덕포시장입구, 동우프라자, 관풍헌, 시내버스터미널, 영월의료원, 영월읍사무소, 삼호아파트, 장릉, 두목, 곤충박물관, 영월삼거리, 문개실, 북쌍3리, 북쌍삼거리, 북쌍2리, 배일치재, 덕전, 신천중학교, 한반도면사무소, 거안리, 임하동                                                                                            | 왕복 8회   |                                                             |
| 영월 ~ 직동   | 영월차고지 (세경대학교) | ↔        | 직동종점                           | 주공2차, 영월시외버스터미널, 서부시장, 포교당, 동우프라자, 덕포시장입구, 봉래초교, 한국전력, 발전소, 전양리, 황새여울, 원골, 진별리, 고씨동굴, 맛밭, 대야리, 덥내, 옥동리, 예밀1리, 와석, 김삿갓면사무소, 와석2리, 용담마을, 내리입구, 제비바위, 와룡1리, 녹전종점, 웅고개입구, 시루리, 직동1리, 직동2리                         | 왕복 3회   |                                                             |
| 영월 ~ 평창   | 영월차고지 (세경대학교) | ↔        | 평창시외버스터미널 (평창군 평창읍) | 주공2차, 동우프라자, 관풍헌, 시내버스터미널, 삼호아파트, 장릉, 선돌, 두목, 영월삼거리, 양지마을, 농공단지, 가느골, 문곡삼거리, 마차중.고, 마차우체국, 마차, 마차우체국, 마차중,고, 문곡삼거리, 사만동, 월전, 성황동, 공기입구, 원동재, 마지, 마지삼거리, 도돈, 약수, 유동                                                        | 왕복 2회   |                                                             |
| 영월 ~ 함백   | 영월차고지 (세경대학교) | ↔        | 함백종점 (정선군 신동읍)           | 주공2차, 영월시외버스터미널, 덕포시장입구, 관풍헌, 동우프라자, 영월역, 봉래초교, 법화사입구, 두들마을, 반송마을, 연하2리, 연하분교, 연하역, 연하계곡, 연상1리, 미구골, 선도우골, 석항, 석항역, 천포리, 신동읍사무소, 예미역, 함백중.고, 조동시장, 함백여고, 함백리                                                               | 왕복 12회  |                                                             |
| 영월 ~ 후탄   | 영월차고지 (세경대학교) | ↔        | 후탄종점                           | 주공2차, 덕포시장입구, 동우프라자, 관풍헌, 영월읍사무소, 삼호아파트, 장릉, 두목, 곤충박물관, 영월삼거리, 문개실, 북쌍3리, 돈디삼거리, 조양마을입구, 연당중학교, 연당, 연당역, 원골, 고진하가옥, 원골, 창원2리, 구인사입구, 새솔막, 토교삼거리, 옹정리, 쌍룡역, 쌍룡초교, 쌍용양회, 삼둔마을회관, 후탄1리, 후탄분교, 후탄리       | 왕복 3회   |                                                             |
| 영월 ~ 흥월리 | 영월차고지 (세경대학교) | ↔        | 흥월리                             | 주공2차, 영월시외버스터미널, 서부시장, 관풍헌, 동우프라자, 덕포시장입구, 봉래초교, 한국전력, 발전소, 전양, 팔괴2리, 팔괴1리, 흥월1리마을회관, 장선 | 왕복 4회   | 팔괴 경유 2회 발전소 경유 2회                               |
| 주천 ~ 도원   | 주천버스터미널          | ↔        | 도원리                             | 수주우체국, 도천다래기, 도천리(벌말) | 왕복 4회   |                                                             |
| 주천 ~ 용석   | 주천버스터미널          | ↔        | 용석종점                           | 좌편, 금마4리, 결운입구, 결운, 결운입구, 용석4리, 용석5리, 금룡초등학교, 용석2리, 용석1리 | 왕복 4회   | 용석3리 2회 경유                                            |
| 주천 ~ 운학   | 주천버스터미널          | ↔        | 운학종점                           | 신일사거리, 황둔, 치골, 계야길, 유치, 계야강, 다윗의숲, 두산종점 | 왕복 2회   | 운학3리 1회 경유                                            |
| 주천 ~ 황둔   | 주천버스터미널          | ↔        | 황둔 (원주시 신림면)               | 신일사거리 | 왕복 1회   |                                                             |
| 주천 ~ 도원   | 주천버스터미널          | ↔        | 도원리                             | 수주우체국, 도천다래기, 도천리(벌말) | 왕복 4회   |                                                             |
| 내덕 ~ 상동   | 내덕                    | ↔        | 상동종점                           | 내덕초교, 주채동, 봉우재, 상동중.고, 상동읍사무소, 상동삼거리, 아우라지, 상동시외버스터미널, 교천교, 구래초교, 고두암 | 왕복 7회   |                                                             |
| 녹전 ~ 상동   | 녹전종점                | ↔        | 상동종점                           | 은고개, 시루리, 직동입구, 솔고개, 송현동, 구름재, 가삼, 원천, 내덕, 덕구, 내덕, 내덕초교, 주채동, 봉우재, 상동중.고, 상동읍사무소, 상동삼거리, 아우라지, 상동시외버스터미널, 교천교, 구래초교, 고두암 | 왕복 4회   |                                                             |